# 黃朝英
黄朝英（？—？），字士俊。建安（今福建建瓯）人。
生卒年不詳。大約哲宗、徽宗年間人，绍圣年間中舉。曾六試禮部不中，故颇多感慨。稱述王安石之學說。著有《靖康緗素雜記》十卷。